# Ndaté Yalla
Figure emblématique du royaume du Walo au XIXe siècle, linguère Ndaté Yalla Mbodj ou Ndete Yalla (1810-1860) est la dernière grande reine du Waalo, un royaume situé dans le nord-ouest de l'actuel Sénégal.
C'est une héroïne de la résistance à la colonisation française dans l'Afrique de l'Ouest du XIXe siècle. Elle est la mère de Sidya Léon Diop — ou Sidya Ndaté Yalla Diop — qui deviendra à son tour l'un des plus grands résistants à la colonisation du Sénégal.

## Biographie
Née en 1810,, succédant à sa sœur Ndieumbeutt Mbodj, elle est une rescapée de la résistance de Nder durant laquelle, sa mère, Fatim Yamar, l'a sauvée elle et sa grande sœur en les faisant s'enfuir en cachette alors qu'elles n'étaient âgées, respectivement, que de 10 et 12 ans.
Au cours de sa vie, elle s'est battue avec acharnement à la fois contre les Européens et les Maures. Ndaté est la plus jeune fille du roi Amar Fatim Borso Mbodj et de la reine Fatim Yamar Khuri Yaye.
De son côté maternel, elle appartenait au matriclan des Tedyek (ou Teejed), de par sa mère Fatim Yamar Khuri Yyae (ou Faatim Yamar Xuuri Yaay). La linguère Guet May Beut est la matriarche du clan. Degèune  Mbodj est la matriarche des Loggars. Le père de Ndaté Yalla, Amar Fatim Borso, mourut en janvier 1826 quand Ndaté Yalla et sa sœur Ndjeumbeut étaient adolescentes. Il était connu pour la position qu'il a tenue contre les musulmans qui faisaient le Djihab à cette époque dans la région de la Sénégambie, notamment contre les Almamy du Fouta (Almamy Biran).

## Mariages et alliances familiales
A tout juste 16 ans, Ndaté Yalla se maria avec son cousin et roi du Waalo, Brak Yerim Mbanyik Tigereleh Mbodj (ou Yerim Mbagnik Tegg Rell). Ce mariage était surtout un mariage politique, puisqu'il permettait d'accroitre le pouvoir des Tedyek.
Plus tard dans sa vie, Ndaté Yalla s'est remariée, cette fois avec Sakoura Barka Diop, plus connu sous le nom de Marosso Tassé Diop, prince du Cayor and Roi du Koki, également proche parent de Lat Dior Diop (futur Roi du Cayor et du Baol), et de Sayerr Jobe (fondateur de la ville Serrekunda en Gambie).

## Règne et début des confrontations

### L'accession au trône et la succession de sa sœur
Elle est officiellement couronnée reine du Waalo le 1er octobre 1846 à Nder, la capitale. Dès le début de l'année 1847, elle se heurte aux autorités françaises et réclame un droit de passage pour les Soninkés qui approvisionnent Saint-Louis en bétail. Elle succéda à sa sœur Ndieumbeutt Mbodj comme linguère, de 1846 à 1855 (l'année où le Waalo est tombé sous les mains des Français).

### Le conflit autour du bétail et l'affirmation de la souveraineté
Début 1847, elle s'opposa aux Français à propos de la libre circulation des Sarakoles qui fournissait la ville de Saint-Louis en bétail. Dans une lettre déposée aux Archives nationales sénégalaises (Archives nationales du Sénégal - 13 G 91, Lettre N ° 61), les Français affirment que, la Reine et / ou son peuple, contrevenant au traité qui existait entre Waalo et Saint-Louis (Sénégal), a arrêté un troupeau de 160 bœufs qu'un habitant de Saint-Louis (un Français) avait acheté des marchands Sarakoles, et gardait 16 des meilleurs animaux pour eux-mêmes, ne laissant passer que 144 bœufs . 
Les Français ont ajouté que la reine ne pouvait être payée qu'après l'arrivée des marchandises à Saint-Louis. Ils ont ensuite menacé la reine et lui ont demandé de lui rendre les 16 bœufs qui, selon eux, étaient en sa possession, et si elle se refusait à le faire, elle serait considérée comme ennemi du gouverneur. La reine considérait la menace comme un affront à sa souveraineté et à la souveraineté du Waalo. Le 18 juin 1847, elle écrivit une lettre au gouverneur français dans les termes suivants:

### Lettre au gouverneur et défense du territoire
Dès son accession au trône, elle se retrouve confrontée aux ambitions coloniales françaises. Ndaté Yalla gouverne avec l'appui du Conseil royal et s'impose comme une souveraine dotée d'une autorité ferme. Le Waalo était situé dans une zone stratégique, à proximité de l'embouchure du fleuve Sénégal, une région fertile et prisée pour le commerce et l'agriculture. Les Français souhaitaient contrôler ce territoire pour étendre leurs intérêts en Afrique de l'Ouest. 
Ils mirent en place une politique expansionniste, multipliant les forts et établissant des relations commerciales déséquilibrées avec les royaumes locaux. Début 1847, elle s'opposa aux Français à propos de la libre circulation des Sarakoles qui fournissait la ville de Saint-Louis en bétail. Dans une lettre déposée aux Archives nationales sénégalaises (Archives nationales du Sénégal - 13 G 91, Lettre N ° 61), les Français affirment que, la Reine et / ou son peuple, contrevenant au traité qui existait entre Waalo et Saint-Louis (Sénégal), a arrêté un troupeau de 160 bœufs qu'un habitant de Saint-Louis (un Français) avait acheté des marchands Sarakoles, et gardait 16 des meilleurs animaux pour eux-mêmes, ne laissant passer que 144 bœufs . Les Français ont ajouté que la reine ne pouvait être payée qu'après l'arrivée des marchandises à Saint-Louis. Ils ont ensuite menacé la reine et lui ont demandé de lui rendre les 16 bœufs qui, selon eux, étaient en sa possession, et si elle se refusait à le faire, elle serait considérée comme ennemi du gouverneur. La reine considérait la menace comme un affront à sa souveraineté et à la souveraineté du Waalo. Le 18 juin 1847, elle écrivit une lettre au gouverneur français dans les termes suivants :

« Nous n'avons causé de tort à personne. Le Waalo nous appartient, c'est la raison pour laquelle nous garantissons la liberté de passage des marchandises dans notre pays. Pour cette raison, nous facturons 1/10e de ces marchandises, et rien de plus. Saint-Louis appartient au gouverneur, le Cayor au Damel, le Djollof au Bourba, Le Fuuta à l'Almamy, et le Waalo au Brak. Chacun de ces chefs gouverne son territoire selon la manière qui lui convient »

— Ndaté Yalla Mbodj (18 juin 1847),.
L'abbé Boilat, reçu en grande pompe par la reine le 2 septembre 1850, décrit sa demeure dans Esquisses sénégalaises.

À la fin de l'année 1854, Louis Faidherbe est nommé administrateur colonial du Sénégal, et une expédition militaire contre le Waalo est organisée suite à un ultimatum de la reine à l'encontre des Français. En février 1855, l'armée de Faidherbe, composée de 400 soldats français et 450 volontaires indigènes de Saint-Louis, entre au Waalo pour y affronter les forces combinées du Waalo et de l'Emirat du Trarza lors de la Bataille de Dioubouldou. Alors que son règne s'achève, la linguère s'adresse ainsi aux principaux dignitaires de son pays :
« Aujourd'hui nous sommes envahis par les conquérants. Notre armée est en déroute. Les tiédos du Walo, si vaillants guerriers soient-ils, sont presque tous tombés sous les balles de l'ennemi. L'envahisseur est plus fort que nous, je le sais, mais devrions-nous abandonner le Walo aux mains des étrangers ? »
Ndaté Yalla subit une défaite rapide. Dernière souveraine du royaume du Waalo, Ndaté Yalla Mbodj meurt en 1860 à Dagana. Son fils, Sidya Ndaté Yalla Diop, reprendra le flambeau de la résistance contre les colons français.

## Postérité
Une école de Saint-Louis porte son nom, de même que l'un des bateaux-taxis mis en service sur l'axe maritime Dakar-Rufisque. Elle est considérée comme une véritable héroïne dans l'histoire Sénégambienne, et est l'une des femmes les plus influentes du XIXe siècle dans l'histoire de la Sénégambie. Avec d'autres héroïnes d'Afrique de l'Ouest, elle a joué un rôle crucial dans la lutte pour la résistance contre la colonisation. Les historiens de tradition orale (communément appelés griots) continuent à faire l'éloge de sa bravoure et de son courage. Au long de sa vie et même après, Ndaté Yalla a été le symbole de la résistance contre la colonisation française.